# Anthon Eriksson
Anthon Eriksson (ur. 25 lutego 1995 w Kalix) – szwedzki hokeista.

## Kariera
- Asplöven HC J18 (2010/2011)
- Luleå HF J18 (2011-2013)
- Luleå HF J20 (2012-2015)
- Luleå HF (2013/2014)
  -  Piteå HC (2013/2014)
  -  Kalix UHC (2014/2015)
  -  Asplöven HC (2014/2015)
- Asplöven HC (2015-2017)
  -  Kalix HC (2015/2016)
- IFK Arboga (2017)
- Västerås IK (2017-2021)
- GKS Katowice (2021-2022)
- IK Oskarshamn (2022-2022)
- Västerås IK (2022-)

Wychowanek klubu Asplöven HC. Karierę rozwijał w zespołach Luleå HF. Potem grał ponownie w Asplöven HC. Występował w rozgrywkach Hockeyettan i HockeyAllsvenskan. W sezonie 2017/2018 przeszedł do Västerås IK. We wrześniu 2021 przeszedł stamtąd do GKS Katowice w Polskiej Hokej Lidze. Po sezonie 2021/2022 został zaangażowany do drużyny IK Oskarshamn. Pod koniec października 2022 ponownie został graczem Västerås IK.

## Sukcesy
Klubowe
- Awans do Allsvenskan: 2018 z Västerås IK
- Złoty medal mistrzostw Polski: 2022 z GKS Katowice

Indywidualne
- Polska Hokej Liga (2021/2022)[5]:
  - Pierwsze miejsce w klasyfikacji asystentów w fazie play-off: 11 asyst
  - Drugie miejsce w klasyfikacji kanadyjskiej w fazie play-off: 17 punktów